# Реншоу, Уильям
Уильям «Вилли» Чарльз Реншоу (англ. William Charles Renshaw; 3 января 1861, Лемингтон, Уорикшир — 12 августа 1904, Дорсет) — британский теннисист, первый президент LTA (Ассоциации лаун-тенниса).
- двенадцатикратный победитель Уимблдонского турнира в мужском одиночном и в мужском парном разрядах;
- член Международного зала теннисной славы с 1983 года.

## Биография
Уильям Реншоу родился 3 января 1861 года в Брэндон Парайд, Лемингтон, Уорикшир, в семье Джеймса Реншоу и его супруги, Эллен Найт, и был младше своего брата-близнеца Эрнеста на 15 минут. Его отец, Джеймс Реншоу, умер за несколько месяцев до рождения сыновей, но он оставил своей семье достаточно денег для того, чтобы Уильям и Эрнест, в дальнейшем, могли полностью сосредоточиться на теннисе, не заботясь о том, как заработать себе на жизнь. В течение двух лет (1872—1874) братья учились в колледже в Челтенхэме.
Уильям Реншоу был избран президентом Ассоциации лаун-тенниса в январе 1888 года и занимал этот пост в течение восьми лет.
Умер в Суонедж, Дорсет, 12 августа 1904.
В 1983 году братья Уильям и Эрнест Реншоу удостоились места в Международном зале теннисной славы в Ньюпорте.

## Спортивная карьера
Уильям Реншоу начал регулярно участвовать во «взрослых» турнирах в 1879, и в том же году он одержал свою первую победу: в финале турнира в Челтенхеме он в четырёх партиях обыграл ирландца Вира Гулда. В 1880 году — победил на Чемпионате Ирландии и его соперником в матче вызова был снова Вир Гулд.
Впервые братья выступили на Уимблдонском турнире в 1880 году, и Уильям оступился уже в третьем круге, потерпев поражение в четырёх партиях от Эдварда Вудхауса. Но уже в следующем году началась эра его абсолютного доминирования: с 1881 по 1889 год он завоевал семь титулов в мужском одиночном разряде (рекорд, который он делил с Питом Сампрасом и Роджером Федерером) до 2017, и шесть из них подряд (1881—1886). Первую свою победу 20-летний Уильям одержал за 37 минут, с разгромным счетом 6-0, 6-1, 6-1 обыграв в матче вызова Джона Хартли. В финале Уимблдонского турнира в одиночном разряде Уильям трижды играл против своего брата Эрнеста (1882, 1883 и 1889), и во всех трех случаях ему удавалось одержать победу. Также, вместе с братом, одержал пять побед в мужском парном разряде.
Из других турниров десять раз выигрывал Чемпионат Ирландии: три раза в одиночном разряде (1880—1882), четыре раза в мужском парном разряде, вместе с Эрнестом (1881, 1883-1885) и три раза в смешанном парном разряде (1881 — с «мисс Аберкромби», 1884—1885 — с М. Уотсон). Также, Уильям вместе с братом трижды (1880, 1881, 1884) побеждал на Чемпионате Оксфордского университета в мужском парном разряде (этот турнир, вопреки своему названию, был открыт для всех желающих, а не только для студентов).
В летние месяцы Уильям Реншоу соревновался на турнирах в Англии и Ирландии, а зимой играл на кортах Французской ривьеры. Он упорно тренировался на протяжении всего сезона и был «одним из первых настоящих профессионалов в этом виде спорта».
В 1893 году, когда братья Реншоу в последний раз появились на Уимблдонских кортах, они должны были играть друг против друга уже в первом круге, но Уильям снялся с соревнований в пользу старшего брата. В этом же году он одержал свою последнюю победу: на турнире в Эксмуте, в финале, он со счётом 6-2, 6-4, 6-3 обыграл Герберта Грова.

## Турниры Большого шлема

### Финалы турниров Большого шлема в одиночном разряде: 8 (7-1)

#### Победы (7)
| Год  | Турнир              | Соперник в Финале | Счёт в финале           |
| 1881 | Уимблдонский турнир | Джон Хартли       | 6-0, 6-1, 6-1           |
| 1882 | Уимблдонский турнир | Эрнест Реншоу     | 6-1, 2-6, 4-6, 6-2, 6-2 |
| 1883 | Уимблдонский турнир | Эрнест Реншоу     | 2-6, 6-3, 6-3, 4-6, 6-3 |
| 1884 | Уимблдонский турнир | Герберт Лоуфорд   | 6-0, 6-4, 9-7           |
| 1885 | Уимблдонский турнир | Герберт Лоуфорд   | 7-5, 6-2, 4-6, 7-5      |
| 1886 | Уимблдонский турнир | Герберт Лоуфорд   | 6-0, 5-7, 6-3, 6-4      |
| 1889 | Уимблдонский турнир | Эрнест Реншоу     | 7-5, 6-2, 4-6, 7-5      |

#### Поражения (1)
| Год  | Турнир              | Соперник в Финале | Счёт в финале           |
| 1890 | Уимблдонский турнир | Уилогби Хэмилтон  | 8-6, 2-6, 6-3, 1-6, 1-6 |

### Финалы турниров в парном разряде: 5 (5-0)

#### Победы (5)
| Год  | Турнир              | Партнёр       | Соперники в Финале                   | Счёт в финале           |
| 1884 | Уимблдонский турнир | Эрнест Реншоу | Эрнест Льюис Эдвард Уильямс          | 6-3, 6-1, 1-6, 6-4      |
| 1885 | Уимблдонский турнир | Эрнест Реншоу | Клод Фаррер Артур Стенли             | 6-3, 6-3, 10-8          |
| 1886 | Уимблдонский турнир | Эрнест Реншоу | Клод Фаррер Артур Стенли             | 6-3, 6-3, 4-6, 7-5      |
| 1888 | Уимблдонский турнир | Эрнест Реншоу | Герберт Уилберфорс Патрик Боуз-Лайон | 2-6, 1-6, 6-3, 6-4, 6-3 |
| 1889 | Уимблдонский турнир | Эрнест Реншоу | Эрнест Льюис Джордж Гильярд          | 6-4, 6-4, 3-6, 0-6, 6-1 |